# Institut Worldwatch
L’Institut Worldwatch est une organisation de recherche environnementale aux États-Unis.
C'est un institut indépendant fondé en 1974 par Lester Brown. Robert Engelman (en) en est le président depuis 2011. L'institut édite chaque année un « état du monde » intitulé The State of the World.